# Gårdsbacka metrostation
Gårdsbacka (finska: Kontula) är en station inom Helsingfors metro i Gårdsbacka i stadsdelen Mellungsby.
Stationen öppnades den 1 november 1986. Arkitektbyrån Toivo Korhonen Oy projekterade stationen. Väggen bakom spåren är dekorerad med grafitti av Henry Pulla och Kimmo Hela-Aro.
Stationen ligger 1,371 kilometer från Kvarnbäcken och 1,644 kilometer från Mellungsbacka.
Gårdsbacka station kommer att renoveras med bland annat nytt ytmaterial på platformen och nya hissar. En ny ingång kommer att byggas mot väst istället för den nuvarande. Renoveringen beräknas utförd 2024–2025 och kommer att kosta högst 7 miljoner euro.

## Galleri

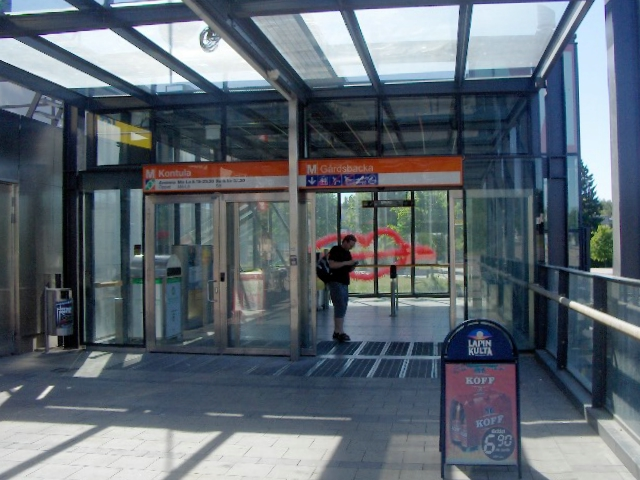
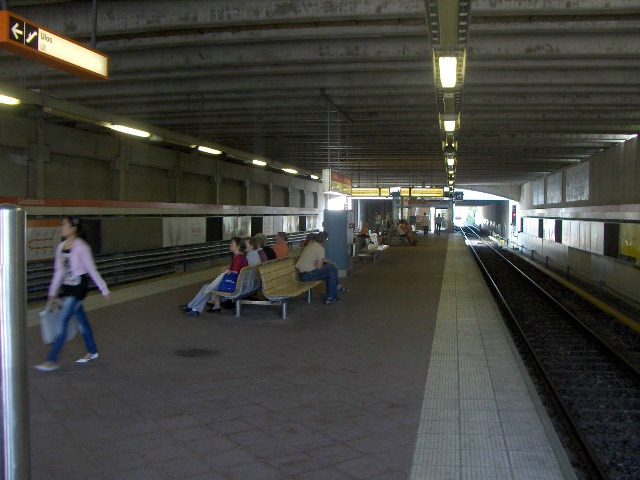